# The Idiot
Az 1977-es The Idiot Iggy Pop debütáló szólólemeze. Zenéjében eltér a The Stooges stílusától, a kritikusok Pop egyik legjobb munkájának tartják. A cím Dosztojevszkij A félkegyelműjére utal, melyet mind David Bowie, Pop és Tony Visconti nagyon jól ismert. Szerepel az 1001 lemez, amit hallanod kell, mielőtt meghalsz című könyvben.

## Az album dalai
| 1. | Sister Midnight | Iggy Pop, David Bowie, Carlos Alomar | 4:19 |
| 2. | Nightclubbing   | Pop, Bowie                           | 4:14 |
| 3. | Funtime         | Pop, Bowie                           | 2:54 |
| 4. | Baby            | Pop, Bowie                           | 3:24 |
| 5. | China Girl      | Pop, Bowie                           | 5:08 |

| 1. | Dum Dum Boys    | Pop, Bowie | 7:12 |
| 2. | Tiny Girls      | Pop, Bowie | 2:59 |
| 3. | Mass Production | Pop, Bowie | 8:24 |

## Közreműködők
- Iggy Pop – ének
- David Bowie – billentyűk, szintetizátor, gitár, zongora, szaxofon, xilofon, háttérvokál
- Carlos Alomar – gitár
- Dennis Davis – dob
- George Murray – basszusgitár
- Phil Palmer – gitár
- Michel Santangeli – dob
- Laurent Thibault – basszusgitár

## Fordítás
- Ez a szócikk részben vagy egészben a The Idiot (album) című angol Wikipédia-szócikk ezen változatának fordításán alapul.  Az eredeti cikk szerkesztőit annak laptörténete sorolja fel. Ez a jelzés csupán a megfogalmazás eredetét és a szerzői jogokat jelzi, nem szolgál a cikkben szereplő információk forrásmegjelöléseként.